# のんき大将脱線の巻
『のんき大将脱線の巻』（のんきたいしょう だっせんのまき、フランス語: Jour de fête）は、1947年に製作され、1950年に公開されたフランスのコメディ映画である。

## キャスト
- フランソワ：ジャック・タチ
- ロジャー：ギイ・ドゥコンブル（フランス語版）
- マルセル：ポール・フランクール（フランス語版）

## 受賞
- ヴェネツィア国際映画祭 脚本賞（1949年）
- フランスシネマ大賞（フランス語版）（1950年）